# Juru
Juru é um município brasileiro no estado da Paraíba. Localiza-se a uma altitude de 580 metros. De acordo com o IBGE (Instituto Brasileiro de Geografia e Estatística), no censo de 2022, a sua população era estimada em 9 234 habitantes. Já a  área territorial é de 395 km².
Parte do município está incluída na área do Parque Nacional da Serra do Teixeira, um parque nacional e unidade de conservação brasileira de proteção integral à natureza, que além de Juru, estende-se por outros 11 municípios alcançando uma área total de 61 095 hectares.

## História
Distante da Capital a 398 km onde tem como ponto turístico a Igreja de Santa Terezinha do menino Jesus, Igreja de São Sebastião, Laje Grande. A origem de Juru se dá em meados de 1926 no sítio Roça Grande, pertencente a D. Maria Ferreira.
Eram organizadas corridas de cavalo na região que atraíam um grande número de pessoas dos lugares mais distantes e, para aproveitar este movimento, em 1929 começou-se uma feira livre próximo dali, que passou a ser semanal devido a seu sucesso.
Foi então tomando forma o povoado, com cada vez mais pessoas e prédios residenciais. Entre 1936 e 1937, no município de Princesa surge o distrito de Barra, que no ano seguinte passa a se chamar Ibiapina. Em 31 de dezembro de 1943 o distrito de Ibiapina passa a se chamar Juru – palavra do Tupi-Guarani que significa aves multicores – e assim permanece até 10 de setembro de 1959, quando é anexado ao município de Tavares. O distrito de Juru é elevado à categoria de município no dia 24 de dezembro de 1961, se emancipando politicamente.

## Geografia
Localizada na região geográfica imediata de Princesa Isabel, com uma população de 9.868 pessoas conforme IBGE/2010, numa área territorial de 403,276 km². Limita-se com as cidades de Olho d’Água; Tavares; Água Branca; Solidão no estado de Pernambuco.
O município está incluído na área geográfica de abrangência do semiárido brasileiro, definida pelo Ministério da Integração Nacional em 2005.  Esta delimitação tem como critérios o índice pluviométrico, o índice de aridez e o risco de seca.

## Clima
Dados do Departamento de Ciências Atmosféricas, da Universidade Federal de Campina Grande, mostram que Juru apresenta um clima com média pluviométrica anual de 831,8 mm e temperatura média anual de 24,7 °C.
| Dados climatológicos para Juru                | Dados climatológicos para Juru | Dados climatológicos para Juru | Dados climatológicos para Juru | Dados climatológicos para Juru | Dados climatológicos para Juru | Dados climatológicos para Juru | Dados climatológicos para Juru | Dados climatológicos para Juru | Dados climatológicos para Juru | Dados climatológicos para Juru | Dados climatológicos para Juru | Dados climatológicos para Juru | Dados climatológicos para Juru |
| Mês                                           | Jan                            | Fev                            | Mar                            | Abr                            | Mai                            | Jun                            | Jul                            | Ago                            | Set                            | Out                            | Nov                            | Dez                            | Ano                            |
| --------------------------------------------- | ------------------------------ | ------------------------------ | ------------------------------ | ------------------------------ | ------------------------------ | ------------------------------ | ------------------------------ | ------------------------------ | ------------------------------ | ------------------------------ | ------------------------------ | ------------------------------ | ------------------------------ |
| Temperatura máxima média (°C)                 | 32,4                           | 31,4                           | 30,7                           | 30,2                           | 29,0                           | 28,2                           | 28,2                           | 29,8                           | 31,4                           | 33,0                           | 33,3                           | 33,2                           | 30,9                           |
| Temperatura média (°C)                        | 26,0                           | 25,4                           | 24,9                           | 24,7                           | 24,0                           | 23,1                           | 22,8                           | 23,4                           | 24,6                           | 25,7                           | 26,1                           | 26,2                           | 24,7                           |
| Temperatura mínima média (°C)                 | 20,9                           | 20,6                           | 20,5                           | 20,3                           | 19,6                           | 18,7                           | 17,9                           | 18,0                           | 19,1                           | 20,0                           | 20,6                           | 21,0                           | 19,8                           |
| Chuva (mm)                                    | 87,8                           | 151,7                          | 182,9                          | 177,2                          | 72,5                           | 31,7                           | 27,8                           | 8,2                            | 6,2                            | 11,3                           | 16,9                           | 59,5                           | 831,8                          |
| Fonte: Departamento de Ciências Atmosféricas. |                                |                                |                                |                                |                                |                                |                                |                                |                                |                                |                                |                                |                                |